# Elezioni presidenziali in Armenia del 2008
Le elezioni presidenziali in Armenia del 2008 si tennero il 19 febbraio.